# Klaus Brasch
Klaus Brasch (* 23. Februar 1950 in Berlin; † 3. Februar 1980) war ein deutscher Schauspieler.

## Leben
Klaus Brasch war ein Sohn des ehemaligen stellvertretenden Kulturministers der DDR Horst Brasch. Seine Geschwister waren die Schriftsteller Thomas Brasch und Peter Brasch und die Radiomoderatorin Marion Brasch. 1973 beendete Klaus Brasch die Schauspielschule in Berlin. Es folgten Theaterengagements in Neustrelitz, Schwerin und Berlin. Er gehörte als Gast zum Ensemble der Volksbühne Berlin, spielte in Filmen der DEFA und des DDR-Fernsehens und galt als begabter junger Schauspieler. 
Klaus Brasch wurde am 3. Februar 1980, 20 Tage vor seinem 30. Geburtstag, tot aufgefunden; die Todesursache war – ebenso wie später bei seinem Bruder Peter – eine kombinierte Alkohol- und Medikamentenvergiftung, wobei offen bleibt, ob Brasch sie sich absichtlich im Sinne eines Suizids oder aber versehentlich zugefügt hatte. Er hinterließ eine Tochter.
Nach einem Zeitungsbericht von 2007 soll die frühere inoffizielle Mitarbeiterin (IM) Anetta Kahane in einem Bericht für die DDR-Staatssicherheit die Brüder Thomas und Klaus Brasch 1976 als „Feinde der DDR“ bezeichnet haben. Nach einer Auswertung von Kahanes Stasi-Akte bestätigte der Historiker Hubertus Knabe diesen Zeitungsbericht. 1976 schrieb Kahane an ihren MfS-Vorgesetzten: „Zu den Feinden der DDR gehören in erster Linie Klaus Brasch und Thomas Brasch.“ Dass Kahanes Denunziation mit Klaus Braschs vermutetem Suizid vier Jahre später in einem ursächlichen Zusammenhang stand, wird, so Knabe, durch die Akten allerdings nicht bestätigt.

## Filmografie
- 1974: Die eigene Haut – Regie: Celino Bleiweiß (Fernsehfilm)
- 1974: Jakob der Lügner – Regie: Frank Beyer
- 1975: Die schwarze Mühle – Regie: Celino Bleiweiß (Fernsehfilm)
- 1978: Nach Jahr und Tag – Regie: Richard Engel (Fernsehfilm)
- 1978: Addio, piccola mia – Regie: Lothar Warneke
- 1978: Ein Mädchen aus Schnee – Regie: Hannelore Unterberg
- 1979: Zünd an, es kommt die Feuerwehr – Regie: Rainer Simon
- 1979: Ich – dann eine Weile nichts – Regie: Gunter Friedrich (Fernsehfilm)
- 1980: Solo Sunny – Regie: Konrad Wolf
- 1980: Schwarzes Gold – Regie: Hans Werner (Fernsehfilm)
- 1980: Plankton oder das Wunder der Anpassung – Regie: Leonija Wuss-Mundeciema (verschollener Film)[4]

## Dokumentarfilm
- Annekatrin Hendel: Familie Brasch, Dokumentarfilm, 2018